# Neviano
Neviano est une commune italienne de la province de Lecce, dans la région des Pouilles.

## Administration
| Période                                  | Période  | Identité       | Étiquette       | Qualité |
| ---------------------------------------- | -------- | -------------- | --------------- | ------- |
| 30/03/2010                               | En cours | Silvana Cafaro | (liste civique) |         |
| Les données manquantes sont à compléter. |          |                |                 |         |

### Communes limitrophes
Aradeo, Collepasso, Cutrofiano, Galatone, Parabita, Sannicola, Seclì, Tuglie.